# Nikolaï Guerassimovitch Kouznetsov
Pour les articles homonymes, voir Nikolaï Kouznetsov et Kouznetsov.
Ne doit pas être confondu avec Vassili Ivanovitch Kouznetsov, Fiodor Issidorovitch Kouznetsov ou Alexeï Alexandrovitch Kouznetsov.
Nikolaï Guerassimovitch Kouznetsov (en russe : Николай Герасимович Кузнецов), né le 24 juillet 1904 et mort le 6 décembre 1974, est un officier de la Marine soviétique et commissaire du peuple à la Marine durant la Seconde Guerre mondiale.

## Biographie

### Ascension rapide
Kouznetsov est né dans une famille d'immigrants serbes de Medvedki, un village du gouvernement de Vologda (aujourd'hui dans l'oblast d'Arkhangelsk).
En 1919, il s'engage dans la Flotte soviétique de la Dvina septentrionale, trichant de deux ans sur son âge pour être admis. Ses états de service militaire datent sa naissance de 1902. À partir de 1920, il est stationné à Pétrograd et, en 1924, en tant que membre d'une unité navale, il assiste aux funérailles de Lénine. La même année, il adhère au Parti communiste de l'Union soviétique.
Après avoir obtenu son diplôme de l'Académie militaire Frounzé, en 1926, Kouznetsov sert sur le croiseur Tchervona Oukraïna, tout d'abord en tant qu'officier de quart puis en tant qu'officier de pont. En 1932, il poursuit ses études sur les aspects tactiques et opérationnels au Département des opérations du Collège naval. À l'issue de cette formation, le choix lui est offert entre un poste d'état-major ou un commandement en mer.
Kouznetsov, ne souhaitant pas laisser passer une telle occasion, opte pour le poste de commandant en second sur le croiseur Krasny Kavkaz (« Caucase rouge »). Il est promu en moins d'un an, en 1934, et il revient sur le Tchervona Oukraïna, comme commandant. Sous ses ordres, ce navire devient un modèle de discipline et d'organisation, attirant rapidement l'attention sur son jeune commandant.
Du 5 septembre 1936 au 15 août 1937, Kouznetsov est attaché naval et conseiller naval en chef auprès de la République d'Espagne. Durant ce service il y développe une forte aversion pour le fascisme.
De retour en URSS, le 10 janvier 1938, il est promu amiral et reçoit le commandement de la Flotte du Pacifique. C'est à ce poste qu'il est confronté aux purges staliniennes dans l'armée. Il n'est lui-même jamais inquiété, mais de nombreux officiers placés sous son commandement le sont. Il résiste aux purges à chaque étape et sauve la vie de nombreux officiers.
Le 28 avril 1939, Kouznetsov, alors âgé de seulement 34 ans, est nommé Commissaire du Peuple à la Marine, poste qu'il occupera durant toute la Seconde Guerre mondiale. En 1939 Kouznetsov a ordonné de restaurer l'université technique du génie militaire. En 1941 Kouznetsov a ordonné de créer RON - les nageurs de combat russes.

### Seconde Guerre mondiale
Kouznetsov joue un rôle unique et crucial durant les premières heures de la guerre. À ce moment-clef, sa résolution et sa capacité à ignorer les ordres sauvent la flotte soviétique de la destruction.
Le 21 juin 1941, Kouznetzov est déjà convaincu du caractère inéluctable de la guerre contre l'Allemagne nazie. Ce même jour, Timochenko et Joukov publient une directive interdisant aux commandants soviétiques de répondre aux « provocations allemandes ». Cependant, la Marine dépend d'un ministère différent (Narkomat), ce qui place Kouznetsov en dehors de cette chaîne de commandement, point qu'il utilise de façon très audacieuse.
Peu après minuit, le matin du 22 juin, Kouznetsov met l'ensemble des flottes de la Marine soviétique en alerte maximale. À 4 h 45 le matin-même, la Wehrmacht lance l'opération Barbarossa. La Marine soviétique est ainsi la seule arme prête au combat au début de l'assaut allemand.
Au cours des deux années qui suivent, la protection du Caucase contre une conquête nazie constitue le principal sujet d'attention de l'amiral. Durant toute la guerre, la mer Noire reste le principal théâtre d'opérations pour la Marine soviétique.

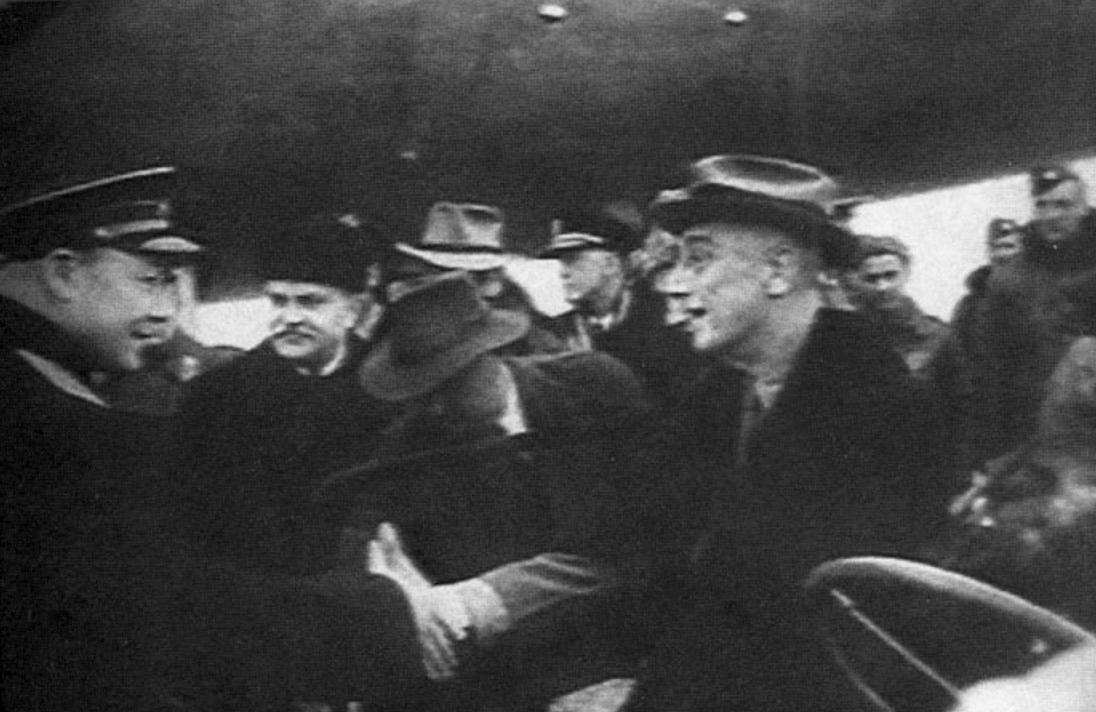
Kouztnesov et Franklin Roosevelt, sur la base aérienne de Novofedorivka en Crimée en février 1945. Roosevelt était venu pour la conférence de Yalta

Durant les années de guerre, Kouznetsov met au point les méthodes d'assaut amphibie de la Marine soviétique. En février 1944, il est élevé au rang d'Amiral de la flotte — rang récemment créé équivalent à général de corps d'armée. Il reçoit la même année le titre de Héros de l'Union soviétique. Son rang est aligné sur celui de Maréchal de l'Union soviétique, avec le même insigne, le 31 mai 1945.

### Première chute
De 1946 à 1947, il est vice-ministre des Forces armées de l'URSS et commandant-en-chef des Forces navales.
En 1947, il est destitué sur ordre de Staline et, en 1948, il est, avec plusieurs autres amiraux, jugé par le Tribunal naval. Kouznetsov est dégradé au rang de vice-amiral, tandis que les autres amiraux sont condamnés à des peines de prison plus ou moins longues.
En 1951, Staline lève le statut de paria de Kouznetsov, le nommant de nouveau à la tête de la Marine et du ministère de la Marine de l'URSS, mais sans le restaurer dans son grade, qu'il ne retrouvera qu'à la mort de Staline, en 1953.
La même année, il devient premier vice-ministre de la Défense de l'URSS. En 1955, Kouznetsov est nommé commandant-en-chef des Forces navales. Son grade est renommé Amiral de la flotte de l'Union soviétique et il reçoit l'Étoile de Maréchal.

### Seconde chute et pas de retraite
Son statut retrouvé le met en concurrence directe avec le maréchal Joukov, auquel il s'était affronté durant la guerre. Le 8 décembre 1955, prenant prétexte de la perte du cuirassé Novorossiisk, Joukov le démet de ses fonctions ; en février 1956, Kouznetsov est également rétrogradé vice-amiral, mis à la retraite et expressément interdit de « toute activité en relation avec la marine ».
Durant sa retraite, il écrit et publie de nombreux essais et articles, ainsi que plusieurs ouvrages plus volumineux, notamment ses mémoires et un livre reconnu, Курсом к Победе (Dans la course pour la Victoire), traitant de la Guerre patriotique. À la différence d'autres dirigeants en vue, il rédige lui-même ses mémoires, dont le style est très admiré.
Kouznetsov est également l'auteur de plusieurs livres sur la guerre, la répression stalinienne et la marine, qui furent publiés après sa mort. Il s'y montre critique sur l'ingérence du Parti dans la sphère militaire interne, et insiste sur le fait que « l'État doit être gouverné par la Loi ».

### Réhabilitation tardive
Après la retraite de Joukov, en 1957, et le limogeage de Khrouchtchev, en 1964, un groupe d'anciens combattants de la marine lance une campagne pour réhabiliter Kouznetsov dans son grade, avec tous ses avantages, et le réintégrer en tant qu'inspecteur général du ministère de la Défense.
Cette campagne ne rencontre pas d'échos, notamment auprès de son successeur, l'amiral Gorchkov. Ce n'est que le 26 juillet 1988 que le Præsidium du Soviet suprême de l'URSS réhabilite Kouznetsov dans son rang d'Amiral de la flotte de l'Union soviétique. 
Kouznetzov est aujourd'hui reconnu comme l'une des figures de l'histoire soviétique et de la Marine russe.

### Citations
« La Marine soviétique fut ma vie tout entière. J'ai fait ce choix jeune et ne l'ai jamais regretté. »